# Jaguar F-Type
Jaguar F-Type – samochód sportowy klasy średniej produkowany pod brytyjską marką Jaguar w latach 2013–2024.

## Historia i opis modelu

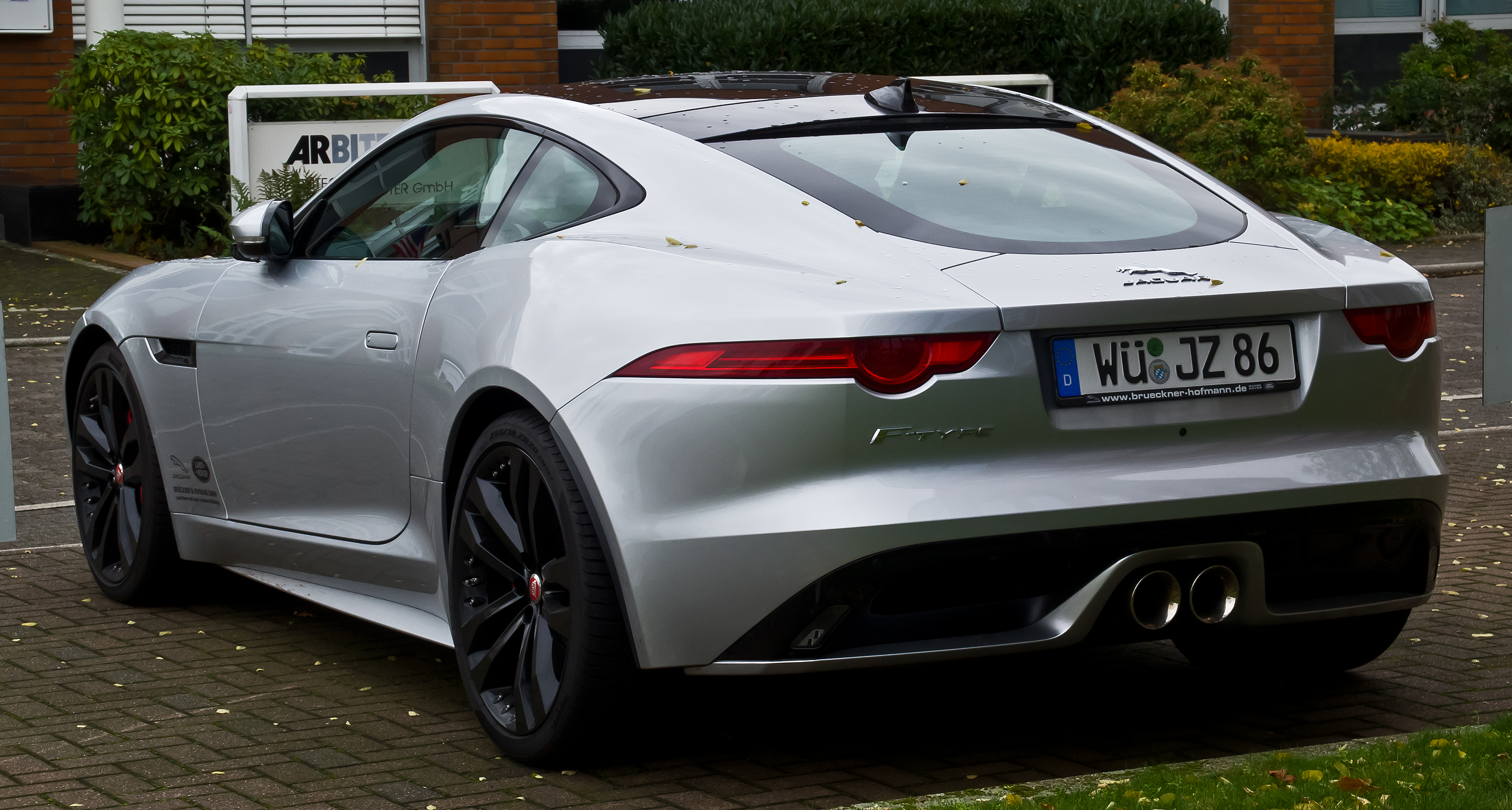
Jaguar F-Type - tył

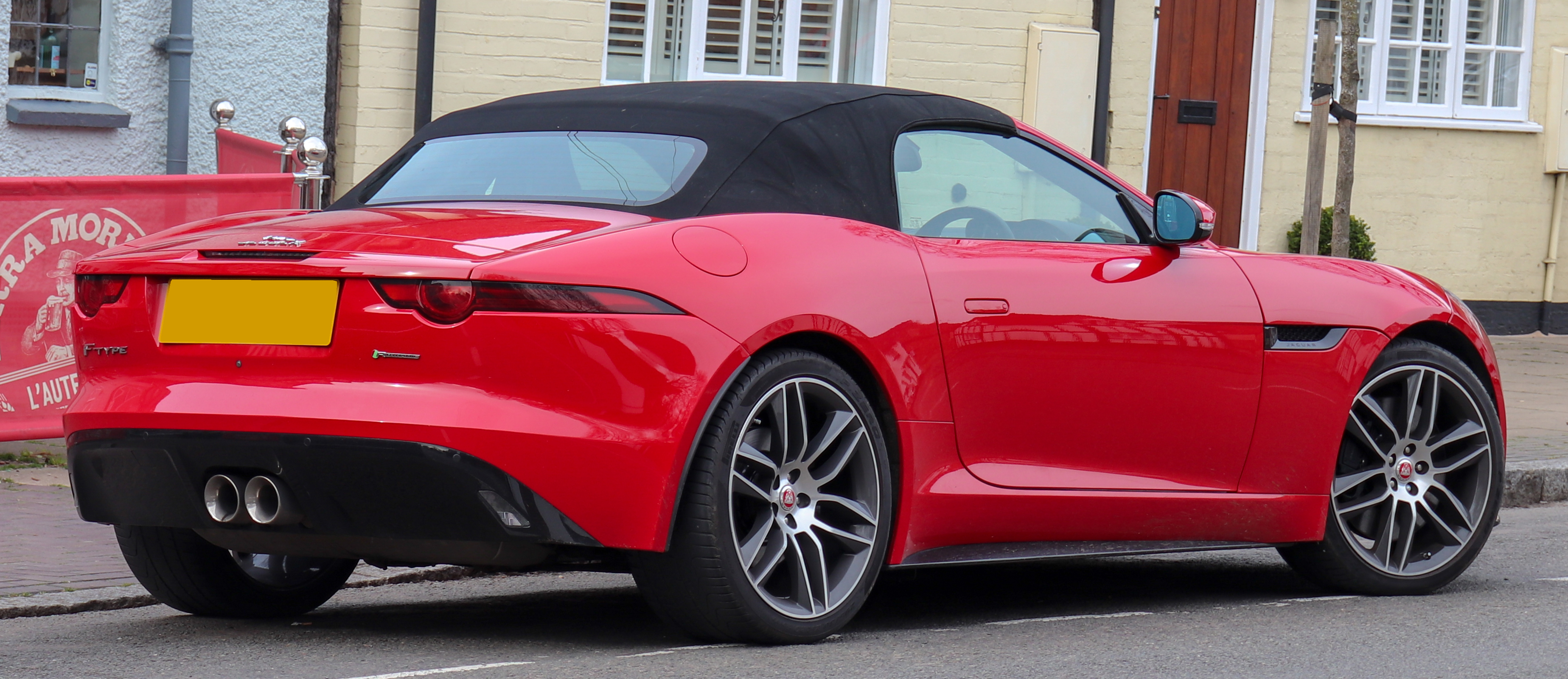
Jaguar F-Type Roadster

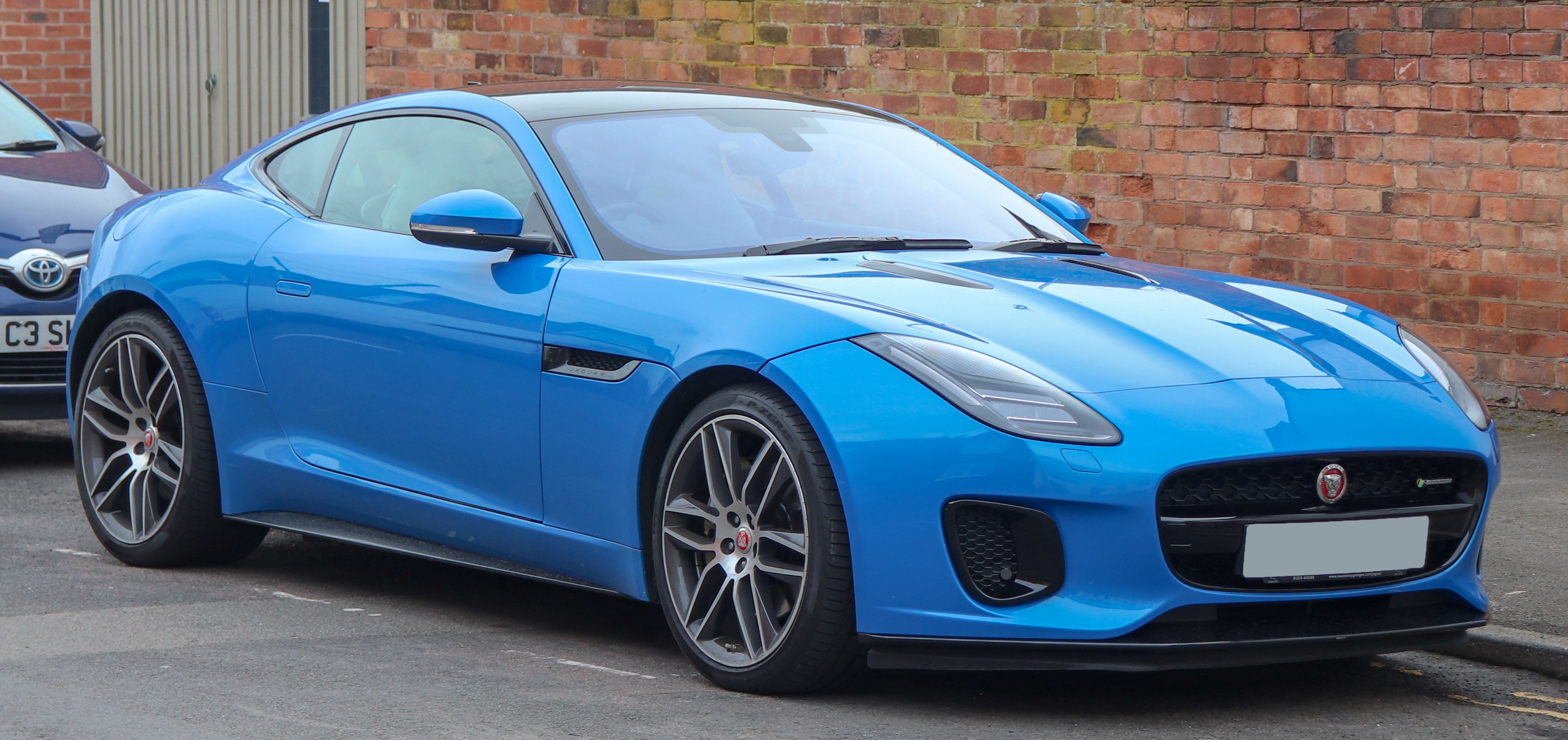
Jaguar F-Type po liftingu

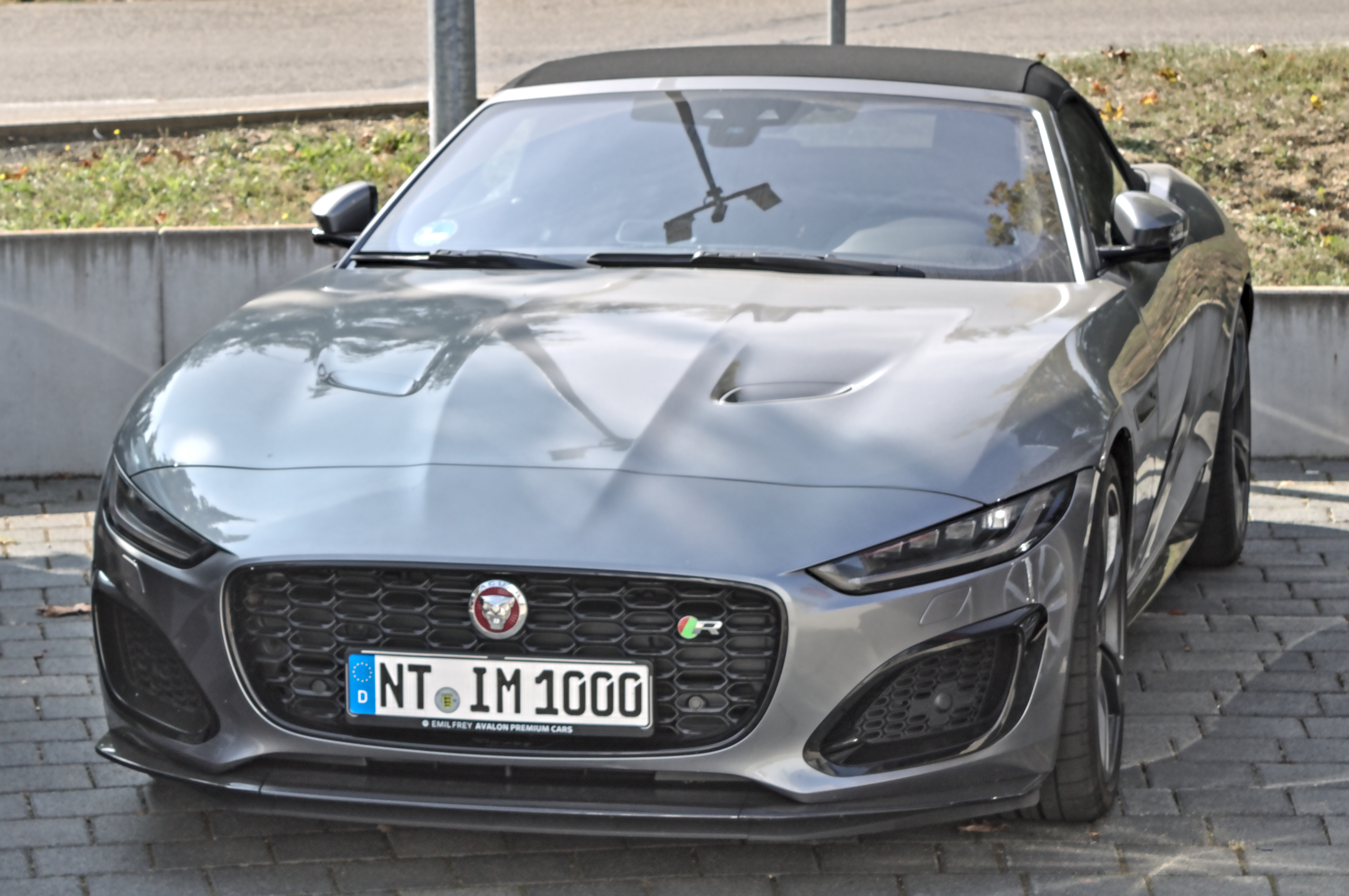
Jaguar F-Type po drugim liftingu

Kabriolet Jaguar F-Type został oficjalnie zaprezentowany podczas 2012 Paris Motor Show.
Polska premiera miała miejsce podczas Targów Poznań Motor Show w kwietniu 2013 roku. F-Type został zaprojektowany w ramach projektu "X152". Przed premierą został zaprezentowany model koncepcyjny o podobnych wymiarach i sylwetce o nazwie C-X16. Prezentacja odbyła się podczas Frankfurt Motor Show we wrześniu 2011.
W listopadzie 2013 roku na salonie w Los Angeles debiutował F-Type Coupe. Samochód jest dostępny w czterech wersjach napędowych: dwóch bazowych o mocy 300 KM i 340 KM, F-Type S o mocy 380 KM oraz F-Type R o mocy 550 KM. Samochód trafił do sprzedaży w 2014 roku.

### Skrzynia biegów
Wszystkie wersje modelu zostały wyposażone w 8-biegową przekładnię Quickshift. Zastosowano także system Dynamic Launch który pozwala na doskonałe przyspieszenie ze startu zatrzymanego, niezależnie od umiejętności kierowcy.

### Wyposażenie dodatkowe
Jaguar wyposażył F-Type’a w wysuwany tylny spojler, który można regulować w zależności od trybu jazdy.
Wszystkie silniki zostały wyposażone w system start/stop, który ma zwiększyć ekonomię jazdy nawet o 5 procent.

### Wersje silnikowe
Jaguar F-Type jest oferowany w czterech odmianach: F -Type, F-Type S i F-Type V8 S, F-Type V8 R.
| Typ silnika                             | Pojemność        | Moc                                | Moment obrotowy         | Prędkość Maksymalna | 0-100 km/h |
| --------------------------------------- | ---------------- | ---------------------------------- | ----------------------- | ------------------- | ---------- |
| Benzyna 2.0 R4 z turbosprężarką         | 1997 cm³         | 300 KM (221 kW; 297 hp) @ 5500 rpm | 400 N·m @ 1500–4500 rpm | 250 km/h            | 5,7 s      |
| Benzyna 3.0 V6 ze sprężarką mechaniczną | 2995 cm³ (AJ126) | 340 KM (250 kW; 335 hp) @ 6500 rpm | 450 N·m @ 3500–5000 rpm | 260 km/h            | 5,1 s      |
| Benzyna 3.0 V6 ze sprężarką mechaniczną | 2995 cm³ (AJ126) | 380 KM (279 kW; 375 hp) @ 6500 rpm | 460 N·m @ 3500–5000 rpm | 275 km/h            | 4,9 s      |
| Benzyna 5.0 V8 ze sprężarką mechaniczną | 5000 cm³ (AJ133) | 495 KM (364 kW; 488 hp) @ 6500 rpm | 625 N·m @ 2500–5500 rpm | 300 km/h            | 4,2 s      |